# AJA-Stade auxerrois (féminines)
Pour les articles homonymes, voir AJA.
Maillots
L'AJA-Stade auxerrois est un club féminin de football français basé à Auxerre. C'est la section féminine de l'AJ Auxerre et du Stade auxerrois, en partenariat.

## Histoire
Le 4 mai 2018, l'AJ Auxerre officialise un partenariat avec le Stade Auxerrois, son homologue auxerrois, afin de créer une section féminine ambitieuse à Auxerre. L’objectif est d’atteindre, sous cinq ans, la seconde division nationale.
Dès la saison 2018-2019, première année du partenariat, l’équipe féminine obtient sa promotion en Régional 1.
Après deux saisons perturbées par la pandémie de COVID-19, l'AJA-Stade dispute, en 2021-2022, les barrages d’accession à la Division 2. Le club échoue au premier tour face au Clermont Foot 63, les Clermontoises décrochant leur qualification dans le temps additionnel du match retour grâce à la règle du but à l’extérieur (défaite 1-0 à Clermont-Ferrand, victoire 2-1 à Auxerre).
Lors de la saison 2023-2024, le club atteint pour la première fois de son histoire les 16e de finale de la Coupe de France, tour marquant l’entrée en lice des équipes de D1 Arkema. La même saison, après avoir remporté l’intégralité des 22 journées de championnat, puis surclassé Orvault en barrage (4-4 à l’aller, 8-0 au retour), l'AJA-Stade accède pour la première fois au niveau national, en Division 3.
Pour sa première saison au niveau national, en Division 3, l’AJA-Stade vise initialement le maintien. Cependant, l’équipe parvient à se hisser rapidement en tête de son groupe. Régulièrement leader au fil des journées, le club auxerrois conserve sa première place jusqu’au bout, malgré une concurrence soutenue. La montée en Seconde Ligue est acquise lors de l’avant-dernière journée grâce à une victoire 1-0 sur le terrain de Bréquigny Rennes, grâce à un but décisif de Colleen Cruman. Le titre est officiellement scellé une semaine plus tard, lors de la dernière journée, avec une victoire 2-0 contre le Stade Brestois 29 au stade de l'Abbé-Deschamps, devant 1 148 spectateurs venus célébrer la montée. Le club réalise ainsi une double montée en 2 saisons.

## Parcours par saison
| Saison    | Division      | Résultat       |
| 2018-2019 | Régional 2    | Vainqueur      |
| 2019-2020 | Régional 1    | Saison arrêtée |
| 2020-2021 | Régional 1    | Saison arrêtée |
| 2021-2022 | Régional 1    | 2e             |
| 2022-2023 | Régional 1    | 3e             |
| 2023-2024 | Régional 1    | Vainqueur      |
| 2024-2025 | Division 3    | Vainqueur      |
| 2025-2026 | Seconde Ligue |                |

Mis à jour le 31 mai 2025 pour la saison 2024-2025.